# 西塔克山
12°48′7″S 75°14′8″W / 12.80194°S 75.23556°W
西塔克山（西班牙語：Citac），是秘魯的山峰，位於該國中部萬卡韋利卡大區的萬卡韋利卡省，處於蒂皮科查湖以西，屬於安第斯山脈中瓊塔山脈的一部分，海拔高度5,304米，人類在1961年首次登頂。